# Aztalan (Wisconsin)
Aztalan es un pueblo ubicado en el condado de Jefferson en el estado estadounidense de Wisconsin. En el Censo de 2010 tenía una población de 1.457 habitantes y una densidad poblacional de 22,85 personas por km².

## Geografía
Aztalan se encuentra ubicado en las coordenadas 43°3′18″N 88°50′17″O / 43.05500, -88.83806. Según la Oficina del Censo de los Estados Unidos, Aztalan tiene una superficie total de 63.78 km², de la cual 62.39 km² corresponden a tierra firme y (2.17%) 1.38 km² es agua.

## Demografía
Según el censo de 2010, había 1.457 personas residiendo en Aztalan. La densidad de población era de 22,85 hab./km². De los 1.457 habitantes, Aztalan estaba compuesto por el 95.95% blancos, el 0.27% eran afroamericanos, el 0.27% eran amerindios, el 0.27% eran asiáticos, el 0% eran isleños del Pacífico, el 1.3% eran de otras razas y el 1.92% pertenecían a dos o más razas. Del total de la población el 3.09% eran hispanos o latinos de cualquier raza.